# Johannes Rietstap
Johannes Rietstap, noto anche come Johannes Baptista Rietstap o Jean-Baptiste Rietstap (in francese) (Rotterdam, 12 maggio 1828 – L'Aia, 24 dicembre 1891), è stato un araldista e genealogista olandese, famoso per il suo monumentale Armorial général, che contiene le blasonature di più di 130,000 stemmi di famiglie europee ed è considerato ancor oggi una delle opere più complete del suo genere.

## Biografia
Figlio di Willem Hendrick Rietstap, contabile ed assicuratore, e della moglie Elizabeth Hermina Remmert, Johannes Rietstap cominciò a lavorare in una libreria, per impiegarsi poi nel giornale Nieuwe Rotterdamsche Courant. Nel 1850 divenne stenografo nel nuovo parlamento olandese e si trasferì all'Aja. Il 16 settembre 1857 sposò Johanna Maria de Haas, da cui non ebbe figli. Raggiunse nel 1887 il grado di primo stenografo della camera.

## Vita culturale
Il Rietstap mostrò fin da giovane un'eccezionale propensione per le lingue, arrivando a parlare, oltre la lingua madre olandese, il francese, l'inglese, il tedesco, lo spagnolo ed il latino: pubblicò numerose traduzioni di opere letterarie, saggistica e racconti di viaggio dal francese, dall'inglese e dal tedesco, ed anche un racconto nel 1855, ma la sua grande passione fu l'araldica: oltre a diverse traduzioni e varie pubblicazioni in materia, il suo capolavoro è il già citato Armorial général, monumentale opera in francese che ha costituito da allora uno dei libri più importanti in materia e che gli ha dato vasta fama in tutto l'occidente. Nel contempo non trascurò l'araldica particolare dei Paesi Bassi, attraverso alcuni studi specifici ed esaustivi.
Johannes Rietstap pubblicò anche una notevole opera relativa alla stenografia.

## Importanza della sua opera
Rietstap è considerato il fondatore dell'araldica moderna nei Paesi Bassi. La sua opera non soltanto ha raccolto e sistematizzato gli stemmi e le genealogie delle famiglie olandesi, ma soprattutto ha dato all'araldica un fondamento teoretico, ribadendone il carattere scientifico. Inserendosi nel positivismo e nell'interesse che questo sviluppava allora per il progresso scientifico, ha elaborato un linguaggio che ancora oggi è accettato, tanto in francese quanto soprattutto in olandese, lingua in cui un linguaggio araldico condiviso ancora non si era affermato; inoltre ha dato un contributo fondamentale traducendo in olandese e diffondendo articoli specializzati.
Più in generale, l'importanza della sua opera deriva dalla molteplicità di fonti cui ha acceduto nel corso della ricerca, grazie alle sue conoscenze linguistiche che gli hanno permesso di confrontare ed integrare fonti provenienti da studiosi dei diversi paesi. Inoltre ha reso l'araldica una scienza ma anche una disciplina alla portata della maggior parte dei potenziali fruitori, rispetto al divertissement per pochi iniziati che essa costituiva prima di lui.

## Opere
- Handboek der Wapenkunde (Manuale di araldica), Leida, 1856
- Beknopte geschiedenis van Nederland, 1861
- Armorial général, contenant la description des armoiries des familles nobles et patriciennes de l'Europe, précédé d'un dictionnaire des termes du blason (Armoriale generale, contenente la descrizione degli stemmi delle famiglie nobili e patrizie europee, preceduto da un dizionario dei termini del blasone), Gouda, 1861. Seconda edizione rivista ed ampliata, 1884-1887, 6 tomi in 2 volumi
- Leerboek der Stenographie (Manuale di stenografia), 1869
- "Heraldieke Bibliotheek" (Biblioteca araldica - rivista di araldica, genealogia, sfragistica e faleristica), rivista uscita dal 1871 al 1882 per la maggior parte con suoi articoli
- Wapenboek der Nederlandschen Adel (Armoriale della nobiltà olandese), 1880-1887
- De Wapens van den Tegenwoordigen en den Vroegeren Nederlandschen Adel met Genealogische en Heraldische Aanteekeningen (Gli stemmi della nobiltà olandese passata e presente, con note genealogiche ed araldiche), 1890
- Beknopt aardrijkskundig woordenboek van Nederland en zijne koloniën (Breve dizionario geografico dei Paesi bassi e delle loro colonie), 1892
- Armorial général d'Europe, edizione a cura di V. e H.V. Rolland, Londra, 1967, 3 volumi
- Rietstaps Handboek der Heraldiek (Il Manuale di araldica di Rietstap), C. Pama e Johannes Baptist Rietstap, Brill Archive, 1987, ISBN 9004083529 (Ausgabe 5)